# Hegelianismus
Hegelianismus ist eine Sammelbezeichnung für die sich an Georg Wilhelm Friedrich Hegel anschließenden oder sich auf ihn berufenden philosophischen Strömungen im 19. und 20. Jahrhundert. Der Hegelianismus ist ein vielschichtiges Phänomen, das durch eine breite Palette philosophischer Positionen gekennzeichnet ist. Seine Vertreter können grundsätzlich in orthodoxe und reformorientierte Anhänger der Philosophie Hegels eingeteilt werden.
Der Einfluss Hegels breitete sich zunächst in Deutschland aus, schwächte sich dort dann aber seit den 1860er Jahren wieder ab. Im Ausland verbreitete sich der Hegelianismus seit den 1820er Jahren. Es bildeten sich Hegel-Schulen mit länderspezifisch sehr unterschiedlichen Positionen in Skandinavien, Italien, Frankreich, Ost-Europa, Russland, den USA und England heraus.

Zitatenwand und Hegelbüste im Stuttgarter Hegelhaus

## Hegel-Rezeption im 19. Jahrhundert

### Erste Hegel-Schule

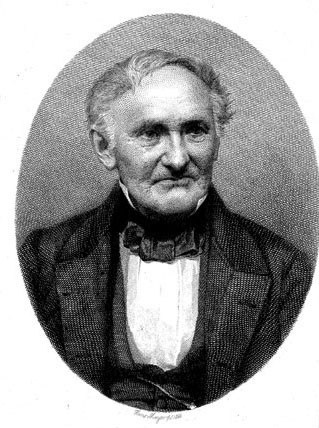
Johannes Schulze gehörte zu den ersten Hegel-Schülern

Anders als das Werk Kants, Fichtes und Schellings erfuhr Hegels Philosophie zu seinen Lebzeiten nur geringe öffentliche Aufmerksamkeit; ihre eigentliche Wirkungsgeschichte setzte erst posthum ein. Die Philosophie Hegels wurde zuerst in Berlin bekannt. Einflussreich wurden zunächst vor allem Hegels Vorlesungen.
Seit der Berliner Lehrzeit Hegels (1818–1831) bildete sich ein Schülerkreis heraus, der vor allem in der Theologie sehr einflussreich wurde: Karl Daub (1765–1836), Philipp Konrad Marheineke (1780–1846).
Nach dem Tode Hegels (1831) vereinigte sich dieser zu dem „Verein von Freunden des Verewigten“: Marheineke, Johannes Schulze (1786–1869), Eduard Gans (1798–1839), Leopold von Henning (1791–1866), Heinrich Gustav Hotho (1802–73), Karl Ludwig Michelet (1801–93), Friedrich Christoph Förster (1791–1868). Der Verein sah seine Hauptaufgabe darin, eine Werkausgabe Hegels herauszugeben. Diese so genannte Freundesvereinsausgabe enthielt auch die Vorlesungen Hegels zur Geschichts- und Religionsphilosophie, Ästhetik und Geschichte der Philosophie und schuf damit in einer breiteren Öffentlichkeit die Voraussetzungen für die Beschäftigung mit der Philosophie Hegels.

### Links- und Rechtshegelianismus

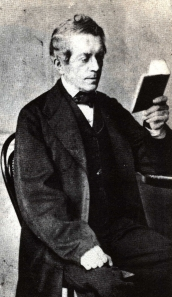
Das Leben Jesu von D.F. Strauß spaltete den Hegelianismus

Im Vordergrund der Interessen der frühen Hegel-Schule stand die Religionsphilosophie Hegels. Mit dem 1835 erschienenen Werk Das Leben Jesu von David Friedrich Strauß (1808–74) kam es zum Streit. Strauß vertrat in dem Werk einen pantheistischen Ansatz, den er auch Hegel zuschrieb. Er fand darin Zustimmung bei dem Theologen Wilhelm Vatke (1806–82), später auch bei Bruno Bauer (1809–82) und Ludwig Feuerbach (1804–72). Konservative Hegelianer wie Marheineke, Carl Friedrich Göschel (1781–1861) und Georg Andreas Gabler (1786–1853) bestritten diese Auffassung. Andere wie Karl Rosenkranz (1805–79) versuchten zu vermitteln. Strauß teilte daraufhin in einer Verteidigungsschrift (1837) die Hegelianer nach ihrer Reaktion auf sein „Leben Jesu“ in eine konservative rechte, eine revolutionäre linke Seite und in die Mitte ein. Die Einteilung in Rechtshegelianer und Linkshegelianer wurde später zu einem allgemein verwendeten Ausdruck der Spaltung der Hegel-Schule in einen konservativen und einen revolutionären Flügel.
Mit der Revolution von 1848 trat der Hegelianismus, der um 1840 die philosophische Szene in Deutschland noch beherrscht hatte, zugunsten anderer philosophischer Strömungen zurück, die um 1860 in den Neukantianismus mündeten.

### Marx
Karl Marx (1818–83) gehörte zunächst dem Kreis der Linkshegelianer an, bevor er in den Deutsch-Französischen Jahrbüchern Kritik an der hegelschen Rechtsphilosophie übte (1844). Marx übernahm aber immer wieder hegelsche Darstellungsweisen und Begrifflichkeiten wie etwa in seinen Analysen des Wertbegriffs, der „Veräußerung“ der „konkreten Zeit“, des Übergangs von Quantität in Qualität und des Widerspruchs. Im Nachwort zum Kapital, Band I, offenbart sich Marx offen als Hegels „Schüler, jenes großen Denkers“, wobei er dessen Dialektik „umstülpen“ möchte, „um den rationellen Kern in der mystischen Hülle zu entdecken“.

### Hegelrezeption außerhalb Deutschlands

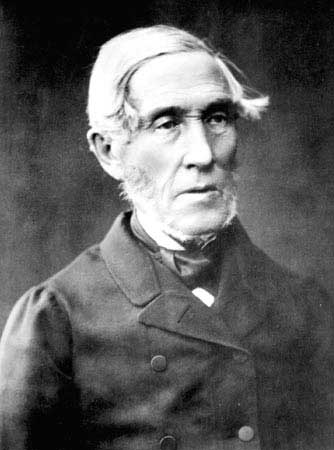
Snellman entfaltete als Hegelianer eine politische Wirkung

Die internationale Ausbreitung des Hegelianismus fand zunächst Richtung Norden statt und bewegte sich dort in den Bahnen des deutschen Rechtshegelianismus. Am nachhaltigsten war seine Wirkung in Finnland (ab den 1820er Jahren) und Norwegen (ab 1845). In beiden Ländern wurde er für mehr als ein halbes Jahrhundert zur akademisch dominierenden Philosophie und entfaltete auch eine politische Wirkung; so wurde der Hegelianer Johan Vilhelm Snellman (1806–1881) finnischer Wirtschaftssenator. In Norwegen war der Hegelianismus vor allem an der Universität in Oslo stark verbreitet; sein Hauptvertreter war hier Marcus Jacob Monrad (1816–97), der sich vor allem mit Hegels Ästhetik auseinandersetzte. In Dänemark bildete die lebhafte Verbreitung des Hegelianismus durch den Dichter und Literaturkritiker Johan Ludvig Heiberg (1791–1860) den Hintergrund der Polemiken Kierkegaards gegen die Philosophie Hegels.
In Holland beeinflusste der unmittelbare Hegelschüler P. G. van Ghert das Erziehungswesen.
Das italienische Zentrum des Hegelianismus wurde in den 1840er Jahren Neapel. Er diente vor allem den Kämpfen um einen italienischen Nationalstaat (Risorgimento). Im Jahre 1848 erschien in Neapel die Rechtsphilosophie, ab 1863 weitere wichtige Werke Hegels. Wichtige Vertreter des italienischen Hegelianismus waren Francesco De Sanctis (1817–1883), Augusto Vera (1813–1885) und Bertrando Spaventa (1817–1883).
Großen Einfluss übte der Hegelianismus in Russland aus. Er wurde dort von ehemaligen Hegel-Schülern aus dessen Berliner Zeit wie Petr Redkin akademisch vertreten; noch wichtiger waren aber die literarischen und philosophischen Kreise wie der des Nikolai Stankewitsch (1813–1840). Moskau und Petersburg wurden zu den Zentren der Hegel-Rezeption. Vissarion Belinski (1811–48), Alexander Herzen (1812–1870), Michail Alexandrowitsch Bakunin (1814–1876) und Nikolai Gawrilowitsch Tschernyschewski (1828–1889) gehörten zu den prominentesten Philosophen, die dem Hegelianismus in Russland in den 1840er Jahren zum Durchbruch verhalfen.
Der herausragende Vertreter des Hegelianismus in Polen war August Cieszkowski (1814–94) – vor allem mit seinen 1838 erschienenen Prolegomena zur Historiosophie.
In England entwickelte sich nach einer anfänglichen Beschäftigung mit Übersetzungen und Kommentaren der Texte Hegels eine Form des „absoluten Idealismus“. Die wichtigsten Vertreter waren Edward Caird (1835–1908), Thomas Hill Green (1836–1882), Francis Herbert Bradley (1846–1924) und Andrew Seth (1856–1931). Diese Bewegung kann aber nicht ohne weiteres dem Hegelianismus zugerechnet werden, da ihr meist dessen dialektische Komponente fehlte. Ihre Intention war die Verteidigung des Christentums gegen die neuen materialistischen und positivistischen Lehren.
In den USA wurden die hegelschen Ideen durch die deutsche Emigration verbreitet. John Bernhard Stallo (1823–1900), Peter Kaufmann, Moncure Conway (1832–1907) und der Sozialist August Willich (1810–1878) gehörten zu den so genannten Ohio-Hegelianern. In den 1860er Jahren konstituierte sich der St. Louis Hegelianismus mit H.C. Brockmeyer (1826–1906) und William Torrey Harris (1835–1909) als dessen Organisatoren; die wichtigste Diskussionsplattform bildete das von Harris herausgegebene Journal of Speculative Philosophy (1867–1893). Der amerikanische Hegelianismus beeinflusste unter anderem die Philosophie John Deweys.

## Hegel-Rezeption im 20. Jahrhundert

### Neuhegelianismus

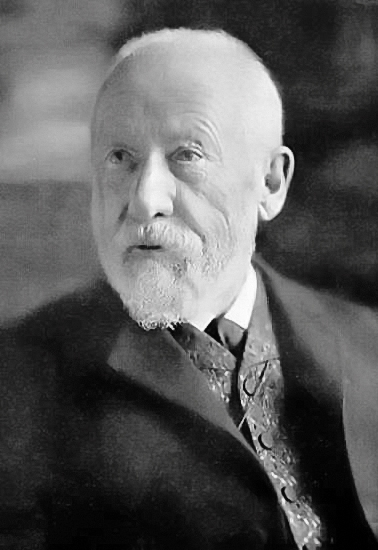
Diltheys Jugendgeschichte Hegels löste den Neuhegelianismus in Deutschland aus.

Zu Beginn des 20. Jahrhunderts kam es in Deutschland, Holland und Italien, in geringerem Maße auch in Frankreich und England zu einer „Hegelrenaissance“. Diese etwa gleichzeitig und unabhängig voneinander einsetzenden Versuche einer Erneuerung oder auch erstmaligen Rezeption Hegels werden zusammenfassend als Neuhegelianismus bezeichnet. Sie fanden ihren Höhepunkt im Jahre 1930 in der Gründung eines „Internationalen Hegel-Bundes“.

Der Neuhegelianismus wurde insbesondere vom Neukantianismus und der Lebensphilosophie beeinflusst.
Nachdem der ältere Hegelianismus in Deutschland etwa ab der Mitte des 19. Jahrhunderts verebbt und durch eine Rückwendung zum Kritizismus Kants abgelöst worden war, kam es aus einem „Hunger nach Weltanschauung“ (Wilhelm Windelband) zu einer Neubelebung des Interesses an Hegel.
Ausgangspunkt der Bewegung war die Entdeckung des „jungen Hegel“ in Wilhelm Diltheys (1833–1911) Die Jugendgeschichte Hegels (1905). Dilthey zeichnete darin Hegel als „Vertreter eines anti-aufklärerischen, ‚mystischen Pantheismus’, dessen Denken zugleich höchste Bedeutung für die Entstehung des historischen Bewusstseins hat“
Wichtige Autoren waren Wilhelm Windelband (1848–1915) (Die Erneuerung des Hegelianismus, 1910) und Richard Kroner (1884–1974) (Von Kant bis Hegel, 1921/1924), die in ihren Werken die innere Notwendigkeit der Entwicklung von Kant zu Hegel und vom Neukantianismus zum Neuhegelianismus herausstellten. Hermann Glockner (1896–1979) versuchte im Anschluss an die Lebensphilosophien des 19. Jahrhunderts den irrationalen Momenten, die sich beim jungen Hegel finden, mehr Geltung zu verschaffen. Vor allem in der Rezeption der hegelschen Rechtsphilosophie geriet der Neuhegelianismus teilweise in deutliche Nähe zum Nationalsozialismus – so bei Julius Binder (1870–1939), Gerhard Dulckeit (1904–1954) und Karl Larenz (1903–1993).
In Holland wurde der Neuhegelianismus durch G.J.P.J. Bolland (1854–1922) begründet. Bolland gab viele Werke Hegels mit Anmerkungen heraus und stellte in seinem Hauptwerk Zuivere rede [= Reine Vernunft] en hare werkelijkheid ein neuhegelianisches System auf mit dem Ziel Hegels Gesamtsystem zu erneuern.
Bollands zahlreiche Schüler schlossen sich 1923 in der Bolland-Gesellschaft für reine Vernunft zusammen; zentrales Organ war die Zeitschrift Die Idee. Aus der Bolland-Gesellschaft konstituierte sich 1930 auf dem 1. Hegelkongress in Den Hag der Internationale Hegelbund.

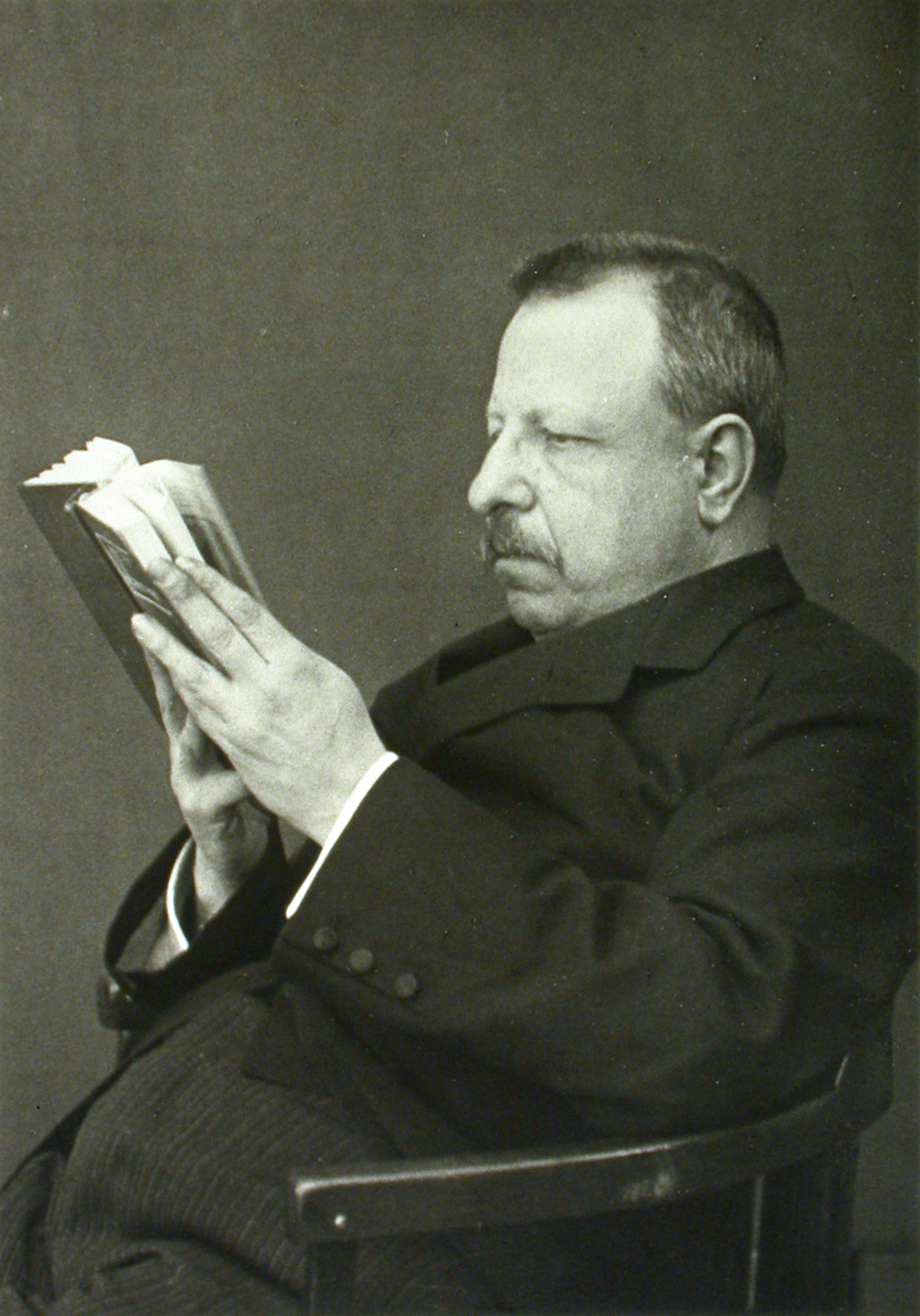
Benedetto Croce war die prägende Gestalt des Neuhegelianismus in Italien

Die prägenden Gestalten des Neuhegelianismus in Italien waren Benedetto Croce (1866–1952) und Giovanni Gentile (1875–1944).
Croce wurde durch seine Schrift Lebendiges und Totes in Hegels Philosophie weit über Italien hinaus bekannt. Er sah die bleibende Bedeutung Hegels in seiner „Philosophie des objektiven Geistes“; Hegels Naturphilosophie lehnte er ab. Im Jahre 1903 gründete er die Zeitschrift La Critica (1903–1944), die wesentlich zur Durchsetzung des Neuhegelianismus in Italien beitrug.
In engster Zusammenarbeit mit Croce entstand das Werk Gentiles. Er arbeitete ab 1903 an der Zeitschrift La Critica mit. Gentile versuchte eine Verbindung der Philosophie Hegels mit der Fichtes. Politisch wurde er zu einem Anhänger des starken Staates (als Verkörperung des Absoluten) und Gefolgsmann Mussolinis, was den Bruch mit dem Liberalen Croce zur Folge hatte.
Der französische Neuhegelianismus bildete die hegelschen Philosophie nicht im eigentlichen Sinne fort, sondern eignete sich hegelsche Denkmodelle, vor allem die dialektische Denkform an. Eine große Anziehungskraft übte in Frankreich vor allem die Phänomenologie des Geistes aus. Einen maßgeblichen Einfluss hatten dabei die Arbeiten von Jean Wahl, Jean Hyppolite und Alexandre Kojève.
Jean Wahl (1888–1974) legte eine Interpretation des „unglücklichen Bewusstseins“ vor (Le malheur de la conscience dans la philosophie de Hegel, 1929), deren Abhandlung er als das Kernstück der Phänomenologie ansah.
Mit den Vorlesungen, die Alexandre Kojève (1902–1968) von 1933 bis 1939 an der Pariser „Ecole des Hautes Etudes“ über die Phänomenologie hielt, gelang der Durchbruch des hegelianisch-dialektischen Denkens in Frankreich. Kojève stellte dabei Bezüge von Hegel zu Husserl, Heidegger und vor allem Marx her.
Jean Hyppolite (1907–1968) übersetzte erstmals die Phänomenologie als Ganze ins Französische und gab sie 1939 bis 1941 mit Anmerkungen versehen heraus. Im Jahre 1947 erschien sein umfangreicher Kommentar zur Phänomenologie (Genèse et structure de la Phénoménologie de l’Esprit de Hegel).
Die Blütezeit des englischen Neuhegelianismus waren die 1890er Jahre bis zum Ausbruch des Ersten Weltkrieges. Hier traten vor allem John McTaggart (1866–1925) und Bernard Bosanquet (1848–1923) hervor.

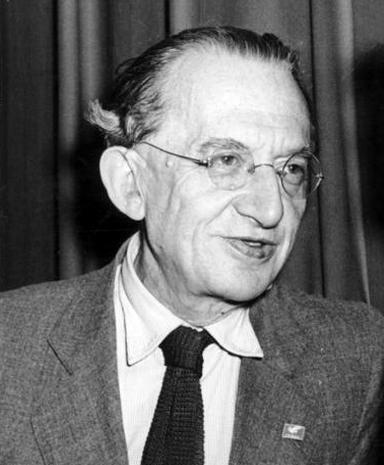
Georg Lukacs’ Arbeiten gaben den Anstoß für die Auseinandersetzung des „Westlichen Marxismus“ mit Hegel

### Neomarxismus
Mit der Schwerpunktverlagerung des Marxismus zur Philosophie im „Westlichen Marxismus“ erwachte ein neues Interesse am Denken Hegels. Maßgeblich waren dabei die Arbeiten von Georg Lukács (1885–1971) wie Geschichte und Klassenbewusstsein (1923) und Der junge Hegel (1948). Lukacs ging aus von der Überzeugung, dass „Hegel Marx viel näher stand als dieser dachte“. In seinem Werk verwendete er zentrale Konzepte Hegels wie „Entfremdung“, „Verdinglichung“, „Totalität“.
Während seines Moskauer Exils beteiligte sich Lukács an einer theoretischen Fundierung des sowjetischen sozialistischen Realismus, wobei er auf die hegelsche Ästhetik zurückgriff (siehe Lukács in der Moskauer Zeitschrift „Literaturnyj kritik“). In diesem Zusammenhang ist bemerkenswert, dass einerseits die hegelsche Ästhetik als eine ideelle Grundlage für das Programm der sowjetischen Literaturpolitik verstanden werden kann, andererseits gerade Lukács’ Hegelianismus dessen Kritik des damaligen sowjetischen Geisteslebens motiviert.
Lukacs’ Werk lieferte wichtige Impulse für die Auseinandersetzung der Frankfurter Schule mit der hegelschen Philosophie. Diese diente ihr zur Kritik des bürgerlichen Denkens. Das Prinzip der Dialektik wurde zu einer „kritischen Theorie der Vernunft, der Geschichte und der Gesellschaft“ entwickelt.
So knüpfte Max Horkheimer (1895–1973) an Hegels Geschichtsphilosophie an. Herbert Marcuse (1898–1979) verband – in Anlehnung an Hegel – den Vernunftbegriff mit dem Begriff der Freiheit.
Am intensivsten setzte sich Theodor W. Adorno (1903–1969) mit dem Werk Hegels auseinander. So versuchte er in seinem Hauptwerk, der Negativen Dialektik (1966), eine Umkehrung der Philosophie Hegels. Adorno wendet sich darin gegen die Vorherrschaft des begrifflichen Systemdenkens, auf das sich das unmittelbar gegebene Objekt nicht reduzieren lasse.
Auch bei Jürgen Habermas (* 1929) bildete der Rekurs auf Hegel ein zentrales Element seiner Positivismus- und Marx-Kritik (Erkenntnis und Interesse, 1968).

## Zeitgenössische Hegel-Rezeption

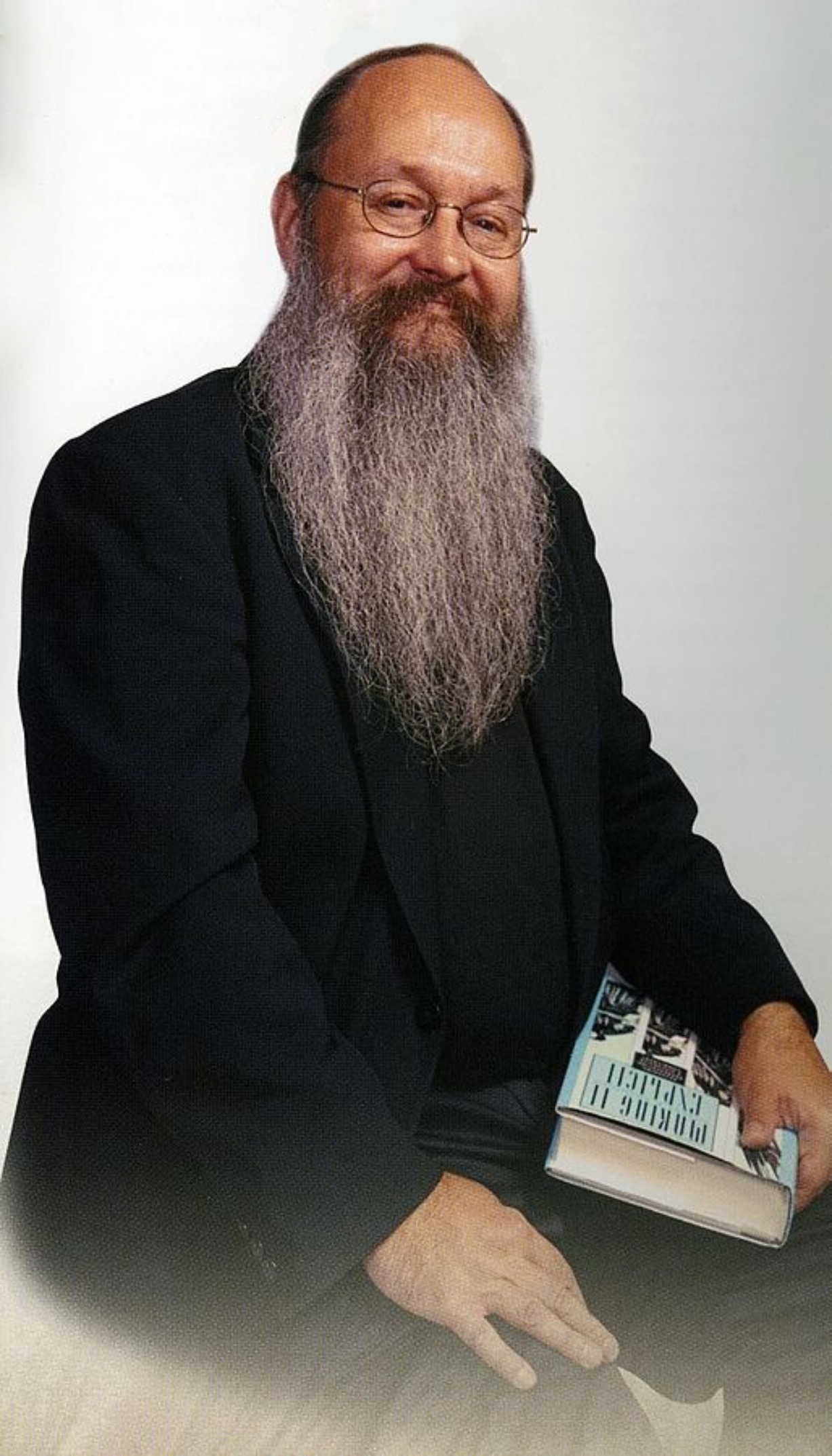
Robert Brandom machte Hegels Pragmatismus für die zeitgenössische Philosophie fruchtbar.

Seit Mitte der 1970er Jahre ist wieder ein vermehrtes Interesse an der hegelschen Philosophie zu beobachten. Einen maßgeblichen Anteil daran hatten die seit 1975 unter der Leitung von Dieter Henrich (1927–2022) durchgeführten Konferenzen der Internationalen Hegel-Vereinigung mit bedeutenden Vertretern der analytischen Philosophie wie Donald Davidson (1917–2003), Michael Dummett (1925–2011), Hilary Putnam (1926–2016), Willard Van Orman Quine (1908–2000) und die Arbeiten der sog. „Pittsburgh Neo-Hegelians“ (John McDowell, * 1942, Robert Brandom, * 1950).
Das Hauptaugenmerk der aktuellen Auseinandersetzung mit der hegelschen Philosophie liegt auf der Phänomenologie des Geistes. Es stehen dabei vier Themenkomplexe des hegelschen Denkens im Vordergrund, die vor allem von Robert Brandom und John McDowell aufgegriffen wurden:

- die Kritik an der dualistischen Auffassung von Begriff und Gegenstand und die Aufhebung des Schema-Inhalt-Dualismus
- der ethische Pragmatismus und die Betonung der Bedeutung der sozialen Praxis
- die soziale Konzeption des Selbstbewusstseins, die dieses als eine intersubjektiv durch soziale Praxis vermittelte Größe auffasst (Konzept der Anerkennung)
- der Antiszientismus, nach dem unserem Erkennen und Handeln eine wesentlich normative Komponente zugrunde liegt und der das Konzept einer bloß „beobachtende[n] Vernunft“ als universale Grundlage philosophischer Theorienbildung ablehnt